# فرد فرینگتون
فرد فرینگتون (انگلیسی: Fred Farrington؛ 1867 – ۱۹۲۴ (۵۶−۵۷ سال)) بازیکن فوتبال بود.
از باشگاه‌هایی که در آن بازی کرده‌است می‌توان به باشگاه فوتبال پورت ویل اشاره کرد.